# David Weiss (Jazzmusiker)
David Weiss (* 14. Januar 1992 in Straubing) ist ein deutscher Jazzmusiker (Akkordeon), dessen Schwerpunkt auf dem Jazz Manouche/Gypsy Jazz liegt.

## Leben und Wirken
Weiss, der Sintiwurzeln hat, erlernte im von fünfzehn Jahren autodidaktisch das Akkordeon. Am Anfang spielte er in der Band seines Onkels Traubeli Weiss. Im Jahre 2015 gründete er mit seinem Cousin, dem Pianisten Danino Weiss, das David & Danino Weiss-Quartett, dem außer den beiden Cousins noch Alexander Haas und Guido May angehörten. Im Jahr 2018 unterschrieb er einen Vertrag bei der Plattenfirma GLM. 
Im Trio Gipsy-Keys traten David und Danino Weiss mit Silvan Strauss auf. Er spielte zudem mit Künstlern wie Biréli Lagrène, Stochelo Rosenberg, Till Brönner, Giovanni Weiss oder Wolfgang Lackerschmidt. 
2015 gewann Weiss den Schnuckenack-Reinhardt-Preis, 2018 war er mit seinem Album Violets for Your Furs für den Preis der deutschen Schallplattenkritik nominiert.

## Diskographische Hinweise
- Violets for Your Furs (GLM) (2018, mit Danino Weiss, Alexander Haas, Guido May, sowie Giovanni Weiss, Jeffrey Weiss, Biboul Darouiche, Bernd Reiter)
- The New Gipsy Sound (GLM) (2020, mit Danino Weiss, Peter Cudek, Guido May sowie Stochelo Rosenberg, Biréli Lagrène, Hono Winterstein, Wolfgang Lackerschmidt)